# Zola Predosa
Zola Predosa – miejscowość i gmina we Włoszech, w regionie Emilia-Romania, w prowincji Bolonia.
Według danych na styczeń 2009 gminę zamieszkiwało 18 097 osób przy gęstości zaludnienia 478,8 os./1 km².